# La Belle gueuse
Le sonnet intitulé La Belle gueuse, sous-titré madrigal, fait partie des poèmes brefs intégrés dans le recueil des Vers héroïques de Tristan L'Hermite, publié en 1648. Repris dans de nombreuses anthologies depuis le XVIIe siècle, il s'agit de l'un des poèmes les plus étudiés et commentés de son auteur.

## Présentation

### Publication
Tristan L'Hermite fait imprimer « en hâte ses Vers héroïques, pour qu'il puisse les présenter au comte de Saint-Aignan. Il espère que son illustre ami voudra bien agréer, au lieu de la Peinture qu'il lui avait promise, un recueil rempli de son nom ». Les Vers héroïques sont publiés le 20 janvier 1648. Les circonstances sont très défavorables : l'Arrêt d'Union décidé le 13 mai suivant par le parlement de Paris, la chambre des comptes, le Grand Conseil et la Cour des Aides donne le signal de la Fronde et « le nouveau recueil de Tristan, malgré des qualités de premier ordre, obtint tout au plus ce qu'on appelle un succès d'estime ».
L'ouvrage est bien accueilli, parmi les gens de lettres : Charles de Vion d'Alibray trouve les poèmes « vraiment magnifiques ». Mais le succès de librairie demeure « médiocre ».

### Texte
Ô que d'appas en ce visage

Plein de jeunesse et de beauté

Qui semblent trahir son langage

Et démentir sa pauvreté.

Ce rare honneur des orphelines

Couvert de ces mauvais habits

Nous découvre des perles fines

Dans une boîte de rubis.

Ses yeux sont des saphirs qui brillent,

Et ses cheveux qui s'éparpillent

Font montre d'un riche trésor :

À quoi bon sa triste requête,

Si pour faire pleuvoir de l'or,

Elle n'a qu'à baisser la tête.

## Analyse
Le sonnet de La belle gueuse a fait l'objet de nombreuses études en littérature comparée : Pierre Legouis en 1925 puis Valéry Larbaud en 1932 ont proposé un rapprochement sur le thème de la « belle mendiante », d'abord entre La Bellissima mendica de Claudio Achillini, On a Fair Beggar de Philip Ayres (poet) (en) et le poème de Tristan, dans un contexte baroque européen. Cette analyse s'applique, en fait, à « pas moins de neuf poèmes de six poètes, de quatre nationalités différentes » avec The Faire Begger de Richard Lovelace, parmi les plus récents, et Una dama que pedia Joyas de Quevedo, peut-être le plus ancien, sur le thème classique de « la belle mendiante et le roi Cophetua » : 

« Un roi africain ne trouvait jamais femme à son goût. Un jour qu'il se languissait à sa fenêtre, il voit soudain une mendiante tout de gris habillée. Cupidon surgit alors qui lui décoche une de ses flèches sournoises et irrésistibles et voici Cophetua amoureux fou de la mendiante nommée Penelophon ; en l'espace de deux vers, celle-ci attisera encore l'engouement du roi en passant du rouge écarlate de l'émotion à la pâleur de la mort. Cophetua sort pour lui tendre la main, la ramène cérémonieusement en son château et en fait sa reine. »

Ces différents poèmes témoignent de l'intérêt pour « la beauté paradoxale » — qui se trouve encore traité dès le début du siècle (1609) par Shakespeare dans les sonnets à la Dark Lady. Véronique Adam fait remonter la composition du sonnet de Tristan à 1633 ou 1634, ce qui correspond à une « mission dont [il] fut chargé auprès des souverains britanniques ». Il est « permis de rêver » que Lovelace ait pris connaissance du poème à la cour d'Angleterre, juste avant son inscription à Oxford, le 27 juin 1634.

Dans le sonnet de Tristan, « c'est sur ce paradoxe du trésor vrai que se fonde le trait d'esprit enchâssé dans le poème et qui culmine dans la pointe finale », toujours « dans le cadre galant et maniériste de l'idéalisme pétrarquiste, orné, certes, d'un érotisme discret énoncé dès le premier vers ». Pour cette « sensualité continue dans le jeu des images » évitant toute confusion dans l'usage de métaphores contournées, Amédée Carriat fait l'éloge de ce sonnet « plein de verdeur et de netteté », tout en proposant un prolongement du thème : 

« Et la mendiante rousse de Baudelaire, ne serait-ce pas un souvenir, à peine conscient peut-être, du sonnet de Tristan, bien que le ton et le rythme de la pièce soient plus près de la Pléiade que du XVIIe siècle ? »

Dès 1892, Pierre Quillard considère que Tristan « n'est le second de personne quand, par la force de l'image et l'arrangement des mots, il fait surgir dans le sonnet de La belle gueuse une admirable apparition de lumière et de splendeur juvénile ».

### Rééditions
En 1925, Pierre Camo reprend une sélection de cinquante-six « poésies choisies » des Vers héroïques. En 1960, Amédée Carriat retient dix-sept poèmes dans son Choix de pages de toute l'œuvre en vers et en prose de Tristan. En 1962, Philip Wadsworth reprend le poème dans son choix de Poésies de Tristan pour Pierre Seghers.
L'Anthologie de la poésie française, dans la Bibliothèque de la Pléiade, retient seulement le sonnet de La belle gueuse des Vers héroïques — sonnet mariniste et « libertin, puisque les quatrains sont bâtis sur des rimes différentes, croisées de surcroît ».

### Édition originale
- Tristan L'Hermite, Vers héroïques, Paris, Jean-Baptiste Loyson et Nicolas Portier, 1648, 377 p. (lire en ligne)

### Éditions modernes

#### Œuvres complètes
- Jean-Pierre Chauveau et al., Tristan L'Hermite, Œuvres complètes (tome III) : Poésie II, Paris, Honoré Champion, coll. « Sources classiques » (no 42), 2002, 736 p. (ISBN 978-2-745-30607-4)

#### Anthologies
- Pierre Camo (préface et notes), Les Amours et autres poésies choisies, Paris, Garnier Frères, 1925, XXVII-311 p.
- Amédée Carriat (présentation et annotations), Tristan L'Hermite : Choix de pages, Limoges, Éditions Rougerie, 1960, 264 p.
- Jean-Pierre Chauveau, Gérard Gros et Daniel Ménager, Anthologie de la poésie française : Moyen Âge, XVIe siècle, XVIIe siècle, Paris, Gallimard, coll. « La Pléiade » (no 466), 2000, 1586 p. (ISBN 2-07-011384-1)
- Adolphe van Bever (notice et appendices), Tristan L'Hermite, Paris, Mercure de France, coll. « Les plus belles pages », 1909, 320 p. (lire en ligne)
- Philip Wadsworth (présentation et notes), Tristan L'Hermite : Poésies, Paris, Pierre Seghers, 1962, 150 p.

### Ouvrages généraux
- Philippe Martinon, Les Strophes : Étude historique et critique sur les formes de la poésie lyrique en France depuis la Renaissance, Paris, Honoré Champion, 1912, 615 p.
- Collectif et Jean Tortel (éd.), Le préclassicisme français, Paris, Les Cahiers du Sud, 1952, 374 p.
Jean Tortel, Quelques constantes du lyrisme préclassique, p. 123–161

### Biographie
- Napoléon-Maurice Bernardin, Un Précurseur de Racine : Tristan L'Hermite, sieur du Solier (1601-1655), sa famille, sa vie, ses œuvres, Paris, Alphonse Picard, 1895, XI-632 p.
- Amédée Carriat (préface d'Émile Henriot, Tristan ou L'éloge d'un poète, Limoges, Éditions Rougerie, 1955, 146 p.

### Articles et analyses
- Cahiers Tristan L'Hermite, Dédié à Amédée Carriat, Limoges, Éditions Rougerie (no XXV), 2003, 112 p.
Nicole Mallet, L'aumône à la belle disgraciée, p. 28–45
- Valéry Larbaud, « Trois Belles mendiantes », Technique, Gallimard,‎ 1932, p. 79-104
- Pierre Legouis, « Deux thèmes de la poésie lyrique au XVIIe siècle : La Plainte écrite de sang et La Belle gueuse », Revue de littérature comparée, no 5,‎ janvier-mars 1925, p. 139-152
- (en) J. O'Regan, « The Fair Beggar, decline of a Baroque theme », Modern Language Review, no 55,‎ 1960, p. 186-199
- Pierre Quillard, « Les poètes hétéroclites : François Tristan L'Hermitte de Soliers », t. V, Mercure de France, août 1892, 370 p. (lire en ligne), p. 317-333